# TUBE (映画)
『TUBE チューブ』（チューブ、原題：튜브）は、2003年公開の韓国映画。爆弾テロリストと刑事の対決を描くサスペンス映画。

## ストーリー
金浦空港で、政府の要人を狙うテロが起こった。激しい銃撃戦の中、駆けつけたチャン刑事（キム・ソックン）は逃亡する一味を追うが、すんでのところで捕り逃がしてしまう。しかし、そのテロリストの中に、自分が以前護衛した要人が襲われた時に恋人が殺され、自分も乱闘の末に指を詰める大怪我を負わせられた相手であるカン・ギテク（ソン・ビョンホ）がいたことが判明した。
もともと国家情報部の最精鋭秘密要員だったカン・ギテクは、政府から追放された後、要員を暗殺して手配中だった。新任市長団の地下鉄視察がある日、カン・ギテクは、地下鉄を奪取して大型テロを敢行しようとする。これに勘づいたスリ、インギョン（ペ・ドゥナ）の緊急連絡を受けたチャン刑事は、問題の地下鉄への搭乗を試みる。

## キャスト
- チャン・ドジュン刑事 - キム・ソックン
- ソン・インギョン - ペ・ドゥナ： スリ
- カン・ギテク - パク・サンミン： 元国家情報部秘密要員
- クォン中央統制室長 - ソン・ビョンホ
- 刑事班長 - イム・ヒョンシク
- かみそり - クォン・オジュン： スリ
- ソン・イルグォン - ソン・ヨンテ： 前総理
- 新婚男 - チョン・ジュン： 線路担当統制室職員、友情出演
- 新婚女 - サ・ヒョンジン： 線路担当統制室職員の妻
- 警察署長 - キ・ジュボン

## 日本語吹替
| 役名                 | 俳優             | 日本語吹替                                                                                              | 日本語吹替 | 日本語吹替 |
| 役名                 | 俳優             | ソフト版                                                                                                | テレビ朝日版 |            |
| -------------------- | ---------------- | --- | --- | ---------- |
| チャン・ドジュン刑事 | キム・ソックン   | 楠大典                                                                                                  | 宮内敦士 |            |
| ソン・インギョン     | ペ・ドゥナ       | 園崎未恵                                                                                                | もたい陽子 |            |
| カン・ギテク         | パク・サンミン   | 中村秀利                                                                                                | てらそままさき |            |
| クォン中央統制室長   | ソン・ビョンホ   | 原康義                                                                                                  | 郷田ほづみ |            |
| 刑事班長             | イム・ヒョンシク | 富田耕生                                                                                                | 穂積隆信 |            |
| かみそり             | クォン・オジュン | 竹若拓磨                                                                                                | 五十嵐明 |            |
| ソン・イルグォン     | ソン・ヨンテ     | 牛山茂                                                                                                  | 佐々木梅治 |            |
| その他               |                  | 河相智哉 長克巳 辻親八 柳沢栄治 浅井晴美 寺田はるひ 上田燿司 新垣樽助 杉山大 大野エリ 藤井啓輔 根津貴行 | 佐藤祐四 井上智之 小川剛生 岡寛恵 佐古真弓 浦山迅 佐々木敏 清水明彦 側見民雄 斧アツシ 板倉光隆 大竹周作 をはり万造 ふくまつ進紗 こんのゆり 佐藤美一 原田桃子 加島知枝 清和竜一 |            |
|                      |                  | | |            |
| 演出                 |                  | 安江誠                                                                                                  | 木村絵理子 |            |
| 翻訳                 |                  | 舟見恵香                                                                                                | 舟見恵香 |            |
| 調整                 |                  | 藤樫衛                                                                                                  | 金谷和美 |            |
| 効果                 |                  | | サウンドボックス |            |
| 担当                 |                  | | 福吉健 |            |
| プロデューサー       |                  | | 小久保聡 |            |
| 宣伝                 |                  | | 曲尾有香 |            |
| 編集協力             |                  | | 箭内克彦 長谷川健次 IMAGICA |            |
| 制作協力             |                  | | 清宮正希 畑有希子 ViViA |            |
| 制作                 |                  | グロービジョン                                                                                          | 東北新社 |            |
| 初回放送             |                  | 2015年9月8日 『午後のロードショー』                                                                     | 2006年7月30日 『日曜洋画劇場』 |            |

## 裏話
この映画で舞台となっている「7103」という地下鉄車両の車体はソウル特別市都市鉄道公社（現：ソウル交通公社）7号線で使われている7000系電車の7003編成（7103は正確には編成の先頭制御車(Tc)）を使って撮影しているが、車内及び一部の車外は他車及びセットである。また、一部では釜山都市鉄道2号線の車両も使われた。実車には旧ソウルメトロ（現：ソウル交通公社）所属車のような枕木方向のLED案内表示機はない。